# Liste der Nummer-eins-Hits in den USA (1964)
Dies ist eine Liste der Nummer-eins-Hits in den von Billboard ermittelten Charts in den USA (Hot 100) im Jahr 1964. In diesem Jahr gab es dreiundzwanzig Nummer-eins-Singles und acht Nummer-eins-Alben.

## Singles
| ← 1963 ← | Liste der Nummer-eins-Hits in den USA | Liste der Nummer-eins-Hits in den USA             | Liste der Nummer-eins-Hits in den USA                         | 1965 →                    |
| \| Zeitraum \| Wo. ges. \| Interpret \| Titel Autor(en) \| Zusätzliche Informationen \| \| (Zeitraum, Wochen auf Platz eins, Interpret, Titel, Autor[en], zusätzliche Informationen) \| \| \| \| \| \| ----------------------------------------------------------------------------------------- \| -------- \| ------------------------------------------------- \| ----------------------------------------------------------------- \| ------------------------- \| \| 7. Dezember 1963 – 4. Januar 1964 4 Wochen (insgesamt 4) \| 4 \| Sœur Sourire \| Dominique[1] Sœur Sourire \| - \| \| 4. Januar 1964 – 31. Januar 1964 4 Wochen (insgesamt 4) \| 4 \| Bobby Vinton \| There! I’ve Said It Again[2] Redd Evans, David Mann \| - \| \| 1. Februar 1964 – 20. März 1964 7 Wochen (insgesamt 7) \| 7 \| The Beatles \| I Want to Hold Your Hand[3] John Lennon, Paul McCartney \| - \| \| 21. März 1964 – 3. April 1964 2 Wochen (insgesamt 2) \| 2 \| The Beatles \| She Loves You[4] John Lennon, Paul McCartney \| - \| \| 4. April 1964 – 8. Mai 1964 5 Wochen (insgesamt 5) \| 5 \| The Beatles \| Can’t Buy Me Love[5] John Lennon, Paul McCartney \| - \| \| 9. Mai 1964 – 15. Mai 1964 1 Woche (insgesamt 1) \| 1 \| Louis Armstrong & the All Stars \| Hello, Dolly![6] Jerry Herman \| - \| \| 16. Mai 1964 – 29. Mai 1964 2 Wochen (insgesamt 2) \| 2 \| Mary Wells \| My Guy[7] Smokey Robinson \| - \| \| 30. Mai 1964 – 5. Juni 1964 1 Woche (insgesamt 1) \| 1 \| The Beatles \| Love Me Do[8] John Lennon, Paul McCartney \| - \| \| 6. Juni 1964 – 26. Juni 1964 3 Wochen (insgesamt 3) \| 3 \| The Dixie Cups \| Chapel of Love[9] Jeff Barry, Ellie Greenwich, Phil Spector \| - \| \| 27. Juni 1964 – 3. Juli 1964 1 Woche (insgesamt 1) \| 1 \| Peter & Gordon \| A World Without Love[10] John Lennon, Paul McCartney \| - \| \| 4. Juli 1964 – 17. Juli 1964 2 Wochen (insgesamt 2) \| 2 \| The Beach Boys \| I Get Around[11] Brian Wilson \| - \| \| 18. Juli 1964 – 31. Juli 1964 2 Wochen (insgesamt 2) \| 2 \| The Four Seasons feat. The Sound of Frankie Valli \| Rag Doll[12] Bob Crewe, Bob Gaudio \| - \| \| 1. August 1964 – 14. August 1964 2 Wochen (insgesamt 2) \| 2 \| The Beatles \| A Hard Day’s Night[13] John Lennon, Paul McCartney \| - \| \| 15. August 1964 – 21. August 1964 1 Woche (insgesamt 1) \| 1 \| Dean Martin \| Everybody Loves Somebody[14] Ken Lane, Irving Taylor \| - \| \| 22. August 1964 – 4. September 1964 2 Wochen (insgesamt 2) \| 2 \| The Supremes \| Where Did Our Love Go[15] Holland–Dozier–Holland \| - \| \| 5. September 1964 – 25. September 1964 3 Wochen (insgesamt 3) \| 3 \| The Animals \| The House of the Rising Sun[16] Alan Price \| - \| \| 26. September 1964 – 16. Oktober 1964 3 Wochen (insgesamt 3) \| 3 \| Roy Orbison & The Candy Men \| Oh, Pretty Woman[17] Roy Orbison, Bill Dees \| - \| \| 17. Oktober 1964 – 30. Oktober 1964 2 Wochen (insgesamt 2) \| 2 \| Manfred Mann \| Do Wah Diddy Diddy[18] Jeff Barry, Ellie Greenwich \| - \| \| 31. Oktober 1964 – 27. November 1964 4 Wochen (insgesamt 4) \| 4 \| The Supremes \| Baby Love[19] Holland–Dozier–Holland \| - \| \| 28. November 1964 – 4. Dezember 1964 1 Woche (insgesamt 1) \| 1 \| The Shangri-Las \| Leader of the Pack[20] Jeff Barry, Ellie Greenwich, George Morton \| - \| \| 5. Dezember 1964 – 11. Dezember 1964 1 Woche (insgesamt 1) \| 1 \| Lorne Greene \| Ringo[21] Don Robertson, Hal Blair \| - \| \| 12. Dezember 1964 – 18. Dezember 1964 1 Woche (insgesamt 1) \| 1 \| Bobby Vinton \| Mr. Lonely[22] Gene Allen \| - \| \| 19. Dezember 1964 – 25. Dezember 1964 1 Woche (insgesamt 2) \| 2 \| The Supremes \| Come See About Me[23] Holland–Dozier–Holland \| - \| |                                       |                                                   |                                                               |                           |
| ← 1963 |                                       |                                                   |                                                               | → 1965 →                  |
| Zeitraum | Wo. ges.                              | Interpret                                         | Titel Autor(en)                                               | Zusätzliche Informationen |
| (Zeitraum, Wochen auf Platz eins, Interpret, Titel, Autor[en], zusätzliche Informationen) |                                       |                                                   |                                                               |                           |
| 7. Dezember 1963 – 4. Januar 1964 4 Wochen (insgesamt 4) | 4                                     | Sœur Sourire                                      | Dominique Sœur Sourire                                        | -                         |
| 4. Januar 1964 – 31. Januar 1964 4 Wochen (insgesamt 4) | 4                                     | Bobby Vinton                                      | There! I’ve Said It Again Redd Evans, David Mann              | -                         |
| 1. Februar 1964 – 20. März 1964 7 Wochen (insgesamt 7) | 7                                     | The Beatles                                       | I Want to Hold Your Hand John Lennon, Paul McCartney          | -                         |
| 21. März 1964 – 3. April 1964 2 Wochen (insgesamt 2) | 2                                     | The Beatles                                       | She Loves You John Lennon, Paul McCartney                     | -                         |
| 4. April 1964 – 8. Mai 1964 5 Wochen (insgesamt 5) | 5                                     | The Beatles                                       | Can’t Buy Me Love John Lennon, Paul McCartney                 | -                         |
| 9. Mai 1964 – 15. Mai 1964 1 Woche (insgesamt 1) | 1                                     | Louis Armstrong & the All Stars                   | Hello, Dolly! Jerry Herman                                    | -                         |
| 16. Mai 1964 – 29. Mai 1964 2 Wochen (insgesamt 2) | 2                                     | Mary Wells                                        | My Guy Smokey Robinson                                        | -                         |
| 30. Mai 1964 – 5. Juni 1964 1 Woche (insgesamt 1) | 1                                     | The Beatles                                       | Love Me Do John Lennon, Paul McCartney                        | -                         |
| 6. Juni 1964 – 26. Juni 1964 3 Wochen (insgesamt 3) | 3                                     | The Dixie Cups                                    | Chapel of Love Jeff Barry, Ellie Greenwich, Phil Spector      | -                         |
| 27. Juni 1964 – 3. Juli 1964 1 Woche (insgesamt 1) | 1                                     | Peter & Gordon                                    | A World Without Love John Lennon, Paul McCartney              | -                         |
| 4. Juli 1964 – 17. Juli 1964 2 Wochen (insgesamt 2) | 2                                     | The Beach Boys                                    | I Get Around Brian Wilson                                     | -                         |
| 18. Juli 1964 – 31. Juli 1964 2 Wochen (insgesamt 2) | 2                                     | The Four Seasons feat. The Sound of Frankie Valli | Rag Doll Bob Crewe, Bob Gaudio                                | -                         |
| 1. August 1964 – 14. August 1964 2 Wochen (insgesamt 2) | 2                                     | The Beatles                                       | A Hard Day’s Night John Lennon, Paul McCartney                | -                         |
| 15. August 1964 – 21. August 1964 1 Woche (insgesamt 1) | 1                                     | Dean Martin                                       | Everybody Loves Somebody Ken Lane, Irving Taylor              | -                         |
| 22. August 1964 – 4. September 1964 2 Wochen (insgesamt 2) | 2                                     | The Supremes                                      | Where Did Our Love Go Holland–Dozier–Holland                  | -                         |
| 5. September 1964 – 25. September 1964 3 Wochen (insgesamt 3) | 3                                     | The Animals                                       | The House of the Rising Sun Alan Price                        | -                         |
| 26. September 1964 – 16. Oktober 1964 3 Wochen (insgesamt 3) | 3                                     | Roy Orbison & The Candy Men                       | Oh, Pretty Woman Roy Orbison, Bill Dees                       | -                         |
| 17. Oktober 1964 – 30. Oktober 1964 2 Wochen (insgesamt 2) | 2                                     | Manfred Mann                                      | Do Wah Diddy Diddy Jeff Barry, Ellie Greenwich                | -                         |
| 31. Oktober 1964 – 27. November 1964 4 Wochen (insgesamt 4) | 4                                     | The Supremes                                      | Baby Love Holland–Dozier–Holland                              | -                         |
| 28. November 1964 – 4. Dezember 1964 1 Woche (insgesamt 1) | 1                                     | The Shangri-Las                                   | Leader of the Pack Jeff Barry, Ellie Greenwich, George Morton | -                         |
| 5. Dezember 1964 – 11. Dezember 1964 1 Woche (insgesamt 1) | 1                                     | Lorne Greene                                      | Ringo Don Robertson, Hal Blair                                | -                         |
| 12. Dezember 1964 – 18. Dezember 1964 1 Woche (insgesamt 1) | 1                                     | Bobby Vinton                                      | Mr. Lonely Gene Allen                                         | -                         |
| 19. Dezember 1964 – 25. Dezember 1964 1 Woche (insgesamt 2) | 2                                     | The Supremes                                      | Come See About Me Holland–Dozier–Holland                      | -                         |

## Alben
| ← 1963 ← | Liste der Nummer-eins-Alben in den USA | Liste der Nummer-eins-Alben in den USA | Liste der Nummer-eins-Alben in den USA | 1965 →                    |
| \| Zeitraum \| Wo. ges. \| Interpret \| Titel \| Zusätzliche Informationen \| \| (Zeitraum, Wochen auf Platz eins, Interpret, Titel, zusätzliche Informationen) \| \| \| \| \| \| ------------------------------------------------------------------------------ \| -------- \| ---------------------- \| ----------------------------- \| ------------------------- \| \| 28. Dezember 1963 – 14. Februar 1964 7 Wochen (insgesamt 10) \| 10 \| Sœur Sourire \| The Singing Nun[24] \| - \| \| 15. Februar 1964 – 1. Mai 1964 11 Wochen (insgesamt 11) \| 11 \| The Beatles \| Meet the Beatles![25] \| - \| \| 2. Mai 1964 – 5. Juni 1964 5 Wochen (insgesamt 5) \| 5 \| The Beatles \| The Beatles' Second Album[26] \| - \| \| 6. Juni 1964 – 12. Juni 1964 1 Woche (insgesamt 1) \| 1 \| Original Broadway Cast \| Hello, Dolly![27] \| - \| \| 13. Juni 1964 – 24. Juli 1964 6 Wochen (insgesamt 6) \| 6 \| Louis Armstrong \| Hello, Dolly![28] \| - \| \| 25. Juli 1964 – 30. Oktober 1964 14 Wochen (insgesamt 14) \| 14 \| The Beatles \| A Hard Day's Night[29] \| - \| \| 31. Oktober 1964 – 4. Dezember 1964 5 Wochen (insgesamt 5) \| 5 \| Barbra Streisand \| People[30] \| - \| \| 5. Dezember 1964 – 25. Dezember 1964 3 Wochen (insgesamt 3) \| 3 \| The Beach Boys \| Beach Boys Concert[31] \| - \| |                                        |                                        |                                        |                           |
| ← 1963 |                                        |                                        |                                        | → 1965 →                  |
| Zeitraum | Wo. ges.                               | Interpret                              | Titel                                  | Zusätzliche Informationen |
| (Zeitraum, Wochen auf Platz eins, Interpret, Titel, zusätzliche Informationen) |                                        |                                        |                                        |                           |
| 28. Dezember 1963 – 14. Februar 1964 7 Wochen (insgesamt 10) | 10                                     | Sœur Sourire                           | The Singing Nun                        | -                         |
| 15. Februar 1964 – 1. Mai 1964 11 Wochen (insgesamt 11) | 11                                     | The Beatles                            | Meet the Beatles!                      | -                         |
| 2. Mai 1964 – 5. Juni 1964 5 Wochen (insgesamt 5) | 5                                      | The Beatles                            | The Beatles' Second Album              | -                         |
| 6. Juni 1964 – 12. Juni 1964 1 Woche (insgesamt 1) | 1                                      | Original Broadway Cast                 | Hello, Dolly!                          | -                         |
| 13. Juni 1964 – 24. Juli 1964 6 Wochen (insgesamt 6) | 6                                      | Louis Armstrong                        | Hello, Dolly!                          | -                         |
| 25. Juli 1964 – 30. Oktober 1964 14 Wochen (insgesamt 14) | 14                                     | The Beatles                            | A Hard Day's Night                     | -                         |
| 31. Oktober 1964 – 4. Dezember 1964 5 Wochen (insgesamt 5) | 5                                      | Barbra Streisand                       | People                                 | -                         |
| 5. Dezember 1964 – 25. Dezember 1964 3 Wochen (insgesamt 3) | 3                                      | The Beach Boys                         | Beach Boys Concert                     | -                         |